# Noam Shuster-Eliassi
Noam Shuster-Eliassi (hebreiska: נועם שוסטר אליאסי, arabiska: نعمة شوستر-إلياسي), född 1987, är en israelisk komiker och aktivist. Hon uppträder på hebreiska, arabiska och engelska.

## Biografi
Shuster-Eliassi föddes i Israel av judiska föräldrar. Hennes mamma var invandrare från Iran och hennes pappa föddes i Jerusalem. Farföräldrarna var förintelseöverlevare från Rumänien.
Från sju års ålder växte hon upp i Neve Shalom/Wāħat as-Salām, ett samhälle norr om Jerusalem, där judar och araber valt att leva tillsammans för att uppmuntra till fred i landet. Här lärde hon sig arabiska snabbt och misstogs ofta för att vara arab.
Shuster-Eliassi studerade skådespeleri vid New York Film Academy i ett år. Hon spelade en roll i Talya Lavies kortfilm "The Substitute" från 2006 innan hon sedan påbörjade studier på Brandeis University.
Hon har praktiserat på Women's Equity in Access to Care & Treatment (WE ACT) i Rwanda där hon hjälpte kvinnor att få medicinsk behandling.

### "Dubai, Dubai"
I januari 2022 fick Shuster-Eliassi medial uppmärksamhet i arabvärlden då hon framförde en satirisk låt vid namn "Dubai, Dubai" på perfekt arabiska i programmet "Shu Esmo". Då hon uppträdde som "Haifa Wannabe" (spelar på namnet på den arabiska popstjärnan Haifa Wehbe), levererade hon punchlines som satiriserade arabländernas förbindelser med Israel.

## Utmärkelser
2018 utsågs Shuster-Eliassi till årets bästa nya judiska komiker i en tävling sponsrad av JW3, även känt som Jewish Community Center i London.